# Rudegölen, Blekinge
Rudegölen är en numera försvunnen och överodlad sjö i Karlskrona kommun i Blekinge och ingår i Lyckebyåns huvudavrinningsområde.